# NGC 3934
NGC 3934 este o galaxie spirală situată în constelația Leul. A fost descoperită în 1871 de către Alphonse Borrelly. Se află la o distanță de 61,6 de megaparseci de Pământ.